# Scytodes affinis
Scytodes affinis är en spindelart som beskrevs av Kulczynski 1901. Scytodes affinis ingår i släktet Scytodes och familjen spottspindlar.
Artens utbredningsområde är Etiopien. Inga underarter finns listade i Catalogue of Life.